# Pauhuntanuc
Pauhuntanuc, jedno od sela Abenaki Indijanaca čija lokacija nije točno poznata, a nalazilo se možda 1614. na obali današnje savezne američke države Maine. Smith ga naziva Paghhuntanuck i Pauhuntanuck.